# Звезда (једрење)
Класа звезда је једрилица са кобилицом дуга 6,9 метара, којом управљају два пилота. Раније су израђиване од дрвета, а данас од фибергласа. Једрилицу класе звезда дизајнирао је Френсис Свајсгут 1910.  
Класа звезда је олимпијска дисциплина у мушкој конкуренцији од Олимпијских игара 1932, са изузетком 1976. 